# Saint-Victor-de-Buthon
Saint-Victor-de-Buthon is een gemeente in het Franse departement Eure-et-Loir (regio Centre-Val de Loire) en telt 461 inwoners (1999). De plaats maakt deel uit van het arrondissement Nogent-le-Rotrou.

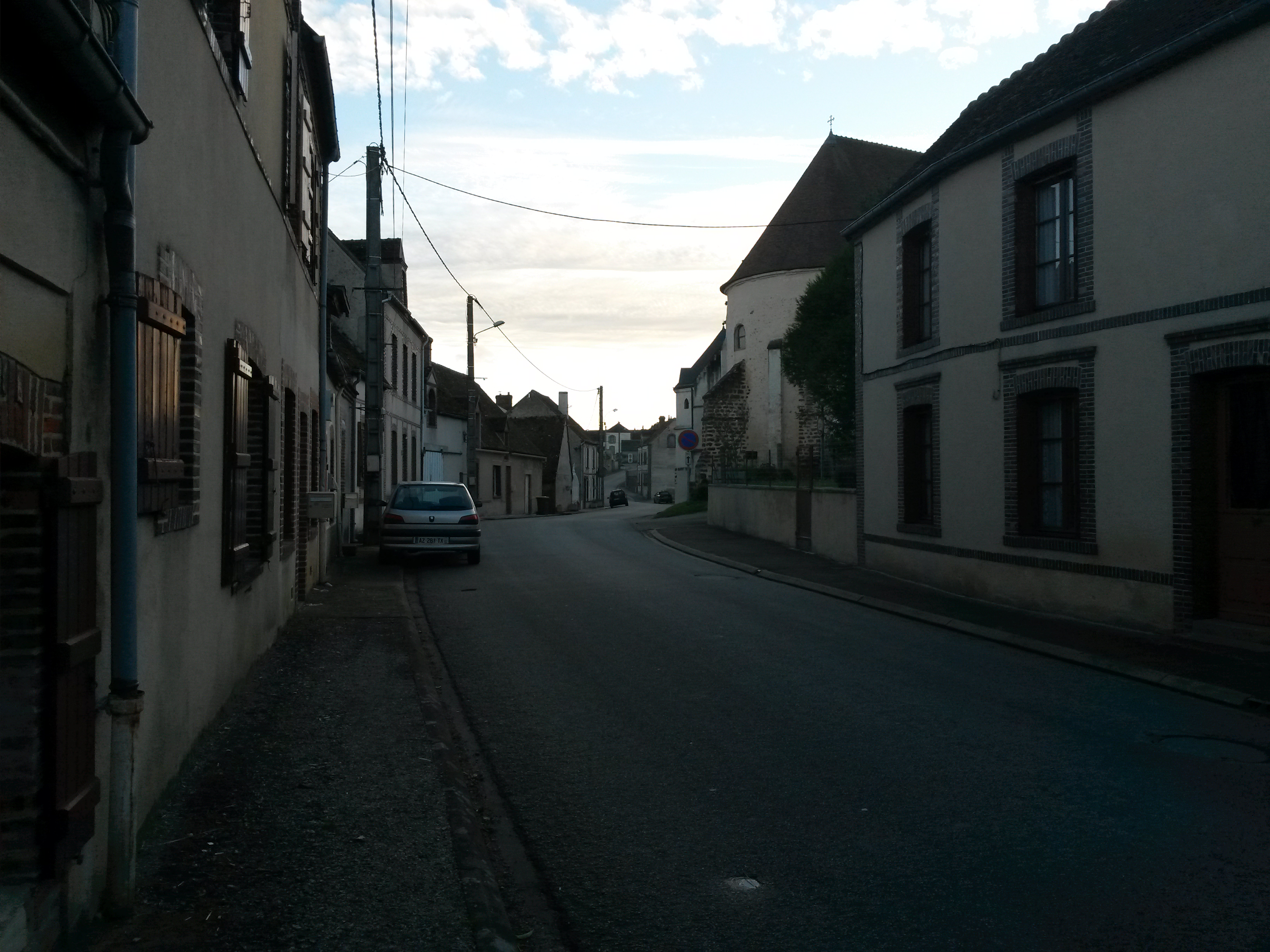
Saint-Victor-de-Buthon
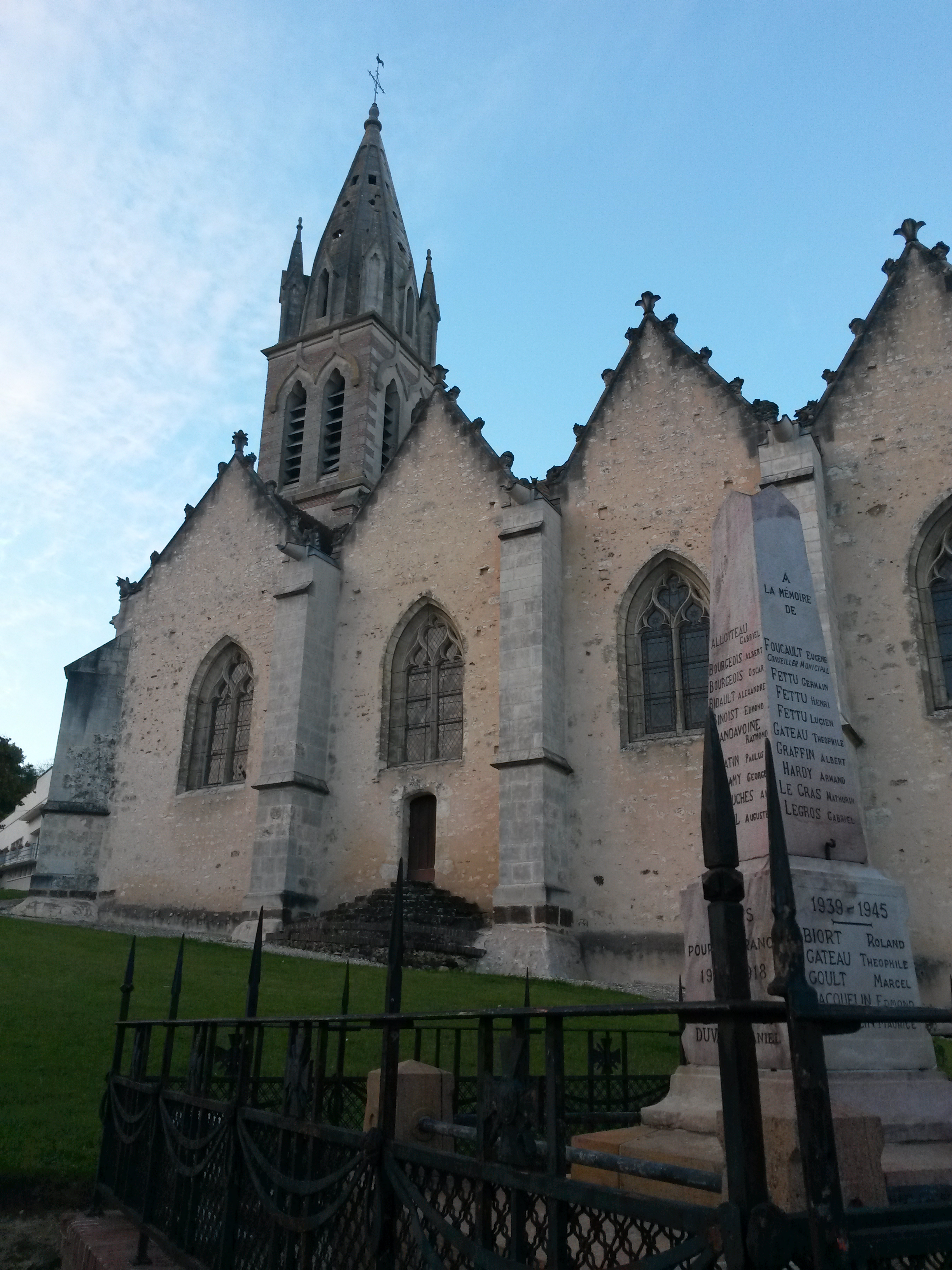
Kerk van Saint-Victor-de-Buthon

## Geografie
De oppervlakte van Saint-Victor-de-Buthon bedraagt 28,4 km², de bevolkingsdichtheid is 16,2 inwoners per km².
De onderstaande kaart toont de ligging van Saint-Victor-de-Buthon met de belangrijkste infrastructuur en aangrenzende gemeenten.

## Demografie
Onderstaande figuur toont het verloop van het inwonertal (bron: INSEE-tellingen).